# Astragalus schugnanicus
Astragalus schugnanicus är en ärtväxtart som beskrevs av Boris Fedtjenko. Astragalus schugnanicus ingår i släktet vedlar, och familjen ärtväxter. Inga underarter finns listade i Catalogue of Life.